# Francisco Céspedes
Francisco Fabián Céspedes Rodríguez, més conegut pel seu nom artístic Francisco Céspedes o amigablement Pancho Céspedes, és un cantautor, músic i compositor nascut el 28 de febrer de 1957 a Santa Clara (Cuba) i nacionalitzat mexicà. Va saltar a la fama el 1998, amb el seu àlbum Vida loca, melodies que van des de la balada al bolero amb un toc jazz. El 2000 va sortir al mercat el seu àlbum "¿Dónde está la vida?", que va ser Disc de Platí per les seves vendes en Mèxic i a nivell internacional va aconseguir un important èxit pel fet que el senzill de sortida "¿Dónde está la vida?", fou emès en la telenovel·la mexicana "La casa en la playa" amb més d'un milió de còpies venudes.

## Discografia
- Vida loca (1998)
- ¿Dónde está la vida? (2000)
- ...Ay corazón (2002)
- Dicen que el alma (2004)
- Autorretrato (2005)
- Con el permiso de bola (2006)
- Te acuerdas... (2009)
- Armando un pancho, a duo amb Armando Manzanero (2010)
- Más cerca de ti (En vivo), (2011)
- Todavía (2015)

## Filmografia
- The Prince of Egypt (1998) - Jetró (doblatge al castellà llatinoamericà)
- The Princess and the Frog (2009) - Louis (doblatge al castellà llatinoamericà)[3]
- El llibre de la selva (2016) - Rey Louie (doblatge al castellà llatinoamericà)